# Odynerus puer
Odynerus puer är en stekelart som beskrevs av Giordani Soika. Odynerus puer ingår i släktet lergetingar, och familjen Eumenidae. Inga underarter finns listade i Catalogue of Life.